# 4482 Frèrebasile
4482 Frèrebasile là một tiểu hành tinh vành đai chính với chu kỳ quỹ đạo là 1309.3394455 ngày (3.58 năm).
Nó được phát hiện ngày 1 tháng 9 năm 1986.